# Lemme de Schur
Cet article concerne le cas particulier des représentations de groupe. Pour une version plus générale, voir le lemme de Schur pour les modules.
En mathématiques et plus précisément en algèbre linéaire, le lemme de Schur est un lemme technique utilisé particulièrement dans la théorie de la représentation des groupes.
Il a été démontré en 1907 par Issai Schur dans le cadre de ses travaux sur la théorie des représentations d'un groupe fini.
Ce lemme est à la base de l'analyse d'un caractère d'une représentation d'un groupe fini ; il permet, par exemple, de caractériser les groupes abéliens finis.

## Contexte
Le lemme de Schur représente l'un des fondements de la théorie des représentations d'un groupe fini et de l'analyse de l'algèbre des modules semi-simples. 
Une représentation d'un groupe G dans un espace vectoriel E de dimension finie n est la donnée d'un morphisme ρ de G dans le groupe linéaire GL(E) des automorphismes de E. Cette approche initiée par Ferdinand Georg Frobenius dans un article de 1896 s'avère fructueuse. 
Trois ans plus tard, Heinrich Maschke démontre que toute représentation est somme directe de représentations irréductibles.  Une représentation (E, ρ) est dite irréductible si les sous-espaces E et {0} sont distincts et sont les deux seuls sous-espaces stables par les automorphismes ρ(g), g décrivant G. Le théorème de Maschke énonce que, si la caractéristique de K ne divise pas l'ordre de G, alors toute représentation de G est somme directe de représentations irréductibles. Connaître toutes les représentations d'un groupe fini revient donc à connaître ses représentations irréductibles, les autres s'obtiennent par somme directe.
Le lemme de Schur est un lemme technique essentiel pour la démonstration d'un résultat majeur : les représentations irréductibles s'identifient par leur caractère, et ces caractères sont orthogonaux deux à deux. Cette approche apporte des résultats importants pour la théorie des groupes finis. Elle a finalement permis la classification des groupes simples, mais aussi la démonstration de résultats comme une conjecture de William Burnside stipulant que tout groupe fini d'ordre impair est résoluble. Ce résultat est à l'origine de la médaille Fields de Thompson en 1970.
Si ce lemme est aussi utilisé dans d'autres contextes, celui de la représentation est néanmoins le plus important.

## Le lemme de Schur
Soit U une partie de l'ensemble des endomorphismes L(E) d'un espace vectoriel E. On dit que U est irréductible si les deux seuls sous-espaces de E stables par tout élément de U sont E et {0}.
Le lemme de Schur s'énonce alors sous la forme suivante : 
Lemme de Schur — Soient E et F deux K espaces vectoriels et ϕ une application linéaire non nulle de E dans F.
1. S'il existe une partie irréductible U de L(E) telle que{\displaystyle \forall u\in U\quad \exists v\in L(F)\quad \phi \circ u=v\circ \phi ,}alors ϕ est injective.
2. S'il existe une partie irréductible V de L(F) telle que{\displaystyle \forall v\in V\quad \exists u\in L(E)\quad \phi \circ u=v\circ \phi ,}alors ϕ  est surjective.

## Corollaires
Corollaire 1 — Soient E un espace vectoriel de dimension finie sur un corps K algébriquement clos et U une partie irréductible de L(E). Si un endomorphisme ϕ de E commute avec tout élément de U, alors ϕ est une homothétie.
Dans le cas de la représentation d'un groupe d'exposant fini e, alors tout automorphisme de l'image possède pour polynôme annulateur Xe – 1. En conséquence, si ce polynôme est scindé sur K, le corollaire s'applique encore.
Corollaire 2 — 
Toute représentation irréductible d'un groupe abélien dans un espace de dimension finie sur un corps algébriquement clos est de degré 1.

## Cas des groupes finis
Corollaire 3 — 
Soient (E, ρE) et (F, ρF) deux représentations de G irréductibles sur un corps K dont la caractéristique ne divise pas l'ordre g du groupe et sur lequel le polynôme Xg – 1 est scindé, et ψ une application linéaire de E dans F, on définit l'application linéaire φ de E dans F par :
1. Si les représentations ne sont pas isomorphes, alors φ est nulle.
2. Si les représentations sont égales, alors φ est une homothétie de rapport (1/n)Tr(ψ).

Remarque.
Si la caractéristique p de K est non nulle, la preuve de ce corollaire met en évidence que le nombre premier p ne divise pas n. Comme on a supposé que p ne divise pas g, ceci n'est pas surprenant quand on sait que le degré n d'une représentation irréductible divise toujours l'ordre g du groupe.[réf. souhaitée]
Corollaire 4 — 
C'est un quatrième corollaire qui est utilisé dans la théorie des caractères. Il correspond à la traduction en termes de matrices du corollaire précédent. Utilisons les notations suivantes : soient A et B deux représentations matricielles d'un groupe fini G d'ordre g sur un même corps K dont la caractéristique ne divise pas g et sur lequel le polynôme Xg – 1 soit scindé. Les dimensions respectives de E et F sont notées n et m. L'image d'un élément s de G par A (resp. B) est noté aij(s) (resp. bij(s)).
On a alors, sous les hypothèses du corollaire précédent :
1. Si les représentations A et B ne sont pas isomorphes, alors :{\displaystyle \forall i,j\in [1,n]\;\forall k,l\in [1,m]\quad \sum _{s\in G}a_{ij}(s)b_{kl}(s^{-1})=0.}
2. En notant δij le symbole de Kronecker, on a :{\displaystyle \forall i,j,k,l\in [1,n]\quad {\frac {1}{g}}\sum _{s\in G}a_{ij}(s)a_{kl}(s^{-1})={\frac {1}{n}}\delta _{il}\delta _{jk}.}

## Applications

### Caractère
C'est la première application historique du lemme. On suppose ici que K est le corps ℂ des nombres complexes et on munit ℂG (l'espace vectoriel – de dimension g – des applications de G dans ℂ) du produit hermitien 〈 , 〉 suivant :
(Si z désigne un nombre complexe, z désigne ici son conjugué.)
Corollaire 5 — Les caractères irréductibles d'un groupe fini G forment une famille orthonormale de ℂG.
Ce résultat est un des fondements de la théorie des caractères.

### Groupe abélien fini
D'autres applications existent. Le lemme de Schur permet de démontrer directement que tout groupe abélien fini est un produit de cycles. La démonstration se fonde essentiellement sur l'algèbre linéaire.
Ce résultat se démontre aussi directement (cf. article détaillé), ou par l'analyse des caractères.